# Federico Lombardi
Federico Lombardi, S.J. (Saluzzo, 20 de agosto de 1942), é um sacerdote jesuíta, presbítero e teólogo italiano. Foi Diretor da Sala de Imprensa da Santa Sé, de 2006 a 2016, e em 1 de agosto de 2016 foi nomeado, pelo Papa Francisco, presidente da Fundação Vaticana Joseph Ratzinger - Bento XVI.
Estudou Matemática e Teologia na Alemanha e foi colaborador da revista dos jesuítas La Civiltà Cattolica. Em 1984 foi eleito Provincial dos jesuítas na Itália, cargo que exerceu até 1990, quando se tornou diretor de programas e depois, diretor geral da Radio Vaticana.
Foi de 2001 a 2013 diretor geral do CTV (Centro Televisivo do Vaticano). Sendo substituído pelo Monsenhor Dario Edoardo Viganó.